# ريكو رودريغيز
ريكو رودريغيز (بالإنجليزية: Ricco Rodriguez)‏ هو فنان قتال مختلط أمريكي، ولد في 19 أغسطس 1977 في سان خوسيه في الولايات المتحدة.

## وصلات خارجية
- ريكو رودريغيز على موقع بوكس ريك (الإنجليزية) (registration required)
- ريكو رودريغيز على موقع يو إف سي (الإنجليزية)
- ريكو رودريغيز على موقع بيلاتور (الإنجليزية)
- ريكو رودريغيز على موقع شيردوغ (الإنجليزية)
- ريكو رودريغيز على موقع Tapology.com (الإنجليزية)
- ريكو رودريغيز على موقع IMDb (الإنجليزية)
- ريكو رودريغيز على موقع قاعدة بيانات الفيلم (الإنجليزية)